# Walkover
Walkover (sovint abreviat w/o) és, en esport, una victòria atorgada a una persona o equip si no hi ha més competidors, perquè es van retirar, van ser desqualificats o no van assistir a l'encontre.
L'ús del terme s'origina en les curses de cavalls al Regne Unit on, tot i haver-hi un sol competidor, cal que el cavall recorri (walk over) tota la pista perquè se li reconegui el triomf.
Actualment, el seu ús s'ha ampliat a gairebé totes les disciplines. En futbol, el mínim de jugadors d'un equip és 7, ja sigui per expulsions o manca d'efectius; l'equip involucrat perd per 3-0 i l'equip contrari venç per w/o.